# Cerkiew św. Michała Archanioła w Mochnaczce
Cerkiew św. Michała Archanioła w Mochnaczce.
Cerkiew powstała w XVIII w. Przekształcona poważnie w 1846 r., wybudowano wtedy nowe prezbiterium, dotychczasowe włączając do powiększonej nawy i przykrywając oba człony wspólnym dachem. Odnawiana w latach 1923, 1929 i 1960–1964.
Cerkiew ta jest jednym z 237 obiektów znajdujących się na Szlaku architektury drewnianej w Województwie Małopolskim.
Cerkiew łemkowska, typ północno-zachodni, wariant młodszy z poważnymi przekształceniami, orientowana, drewniana, konstrukcji zrębowej, pierwotnie trójdzielna. Obecnie składa się z wydłużonego nowego prezbiterium zamkniętego trójbocznie, nieco szerszego dawnego prezbiterium, jeszcze szerszej nawy i wydłużonego, prostokątnego babińca. Wschodnia część nowego prezbiterium pełni funkcję zakrystii. Wieża konstrukcji słupowo-ramowej o pochyłych ścianach, zwieńczona nadwieszoną pseudoizbicą i gzymsem z namalowanymi zegarami. Słupy wieży obejmują babiniec. Wokół wieży zachata. Dachy kryte blachą. Nad prezbiterium kalenicowy dwuspadowy z załamaniem, przechodzący we wschodniej części w namiotowy, nad nawą dach namiotowy z załamaniem, wysunięty okapem nad dawne prezbiterium, nad wieżą namiotowy. Nad wszystkimi częściami jednolite hełmy cebulaste z pozornymi latarniami i żelaznymi krzyżami. Ściany szalowane deskowaniem pionowym, ściany wieży poziomym.

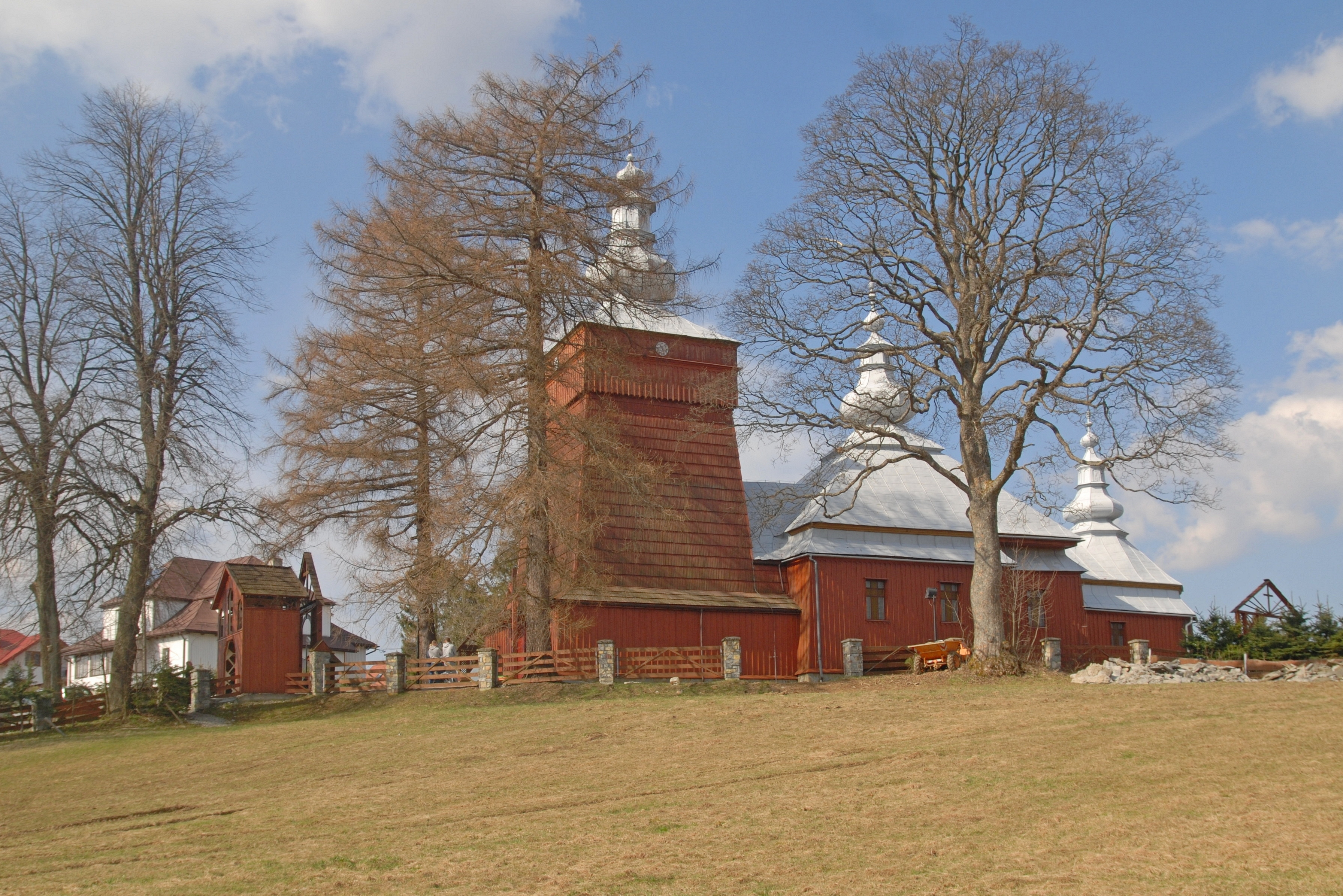
Widok ogólny
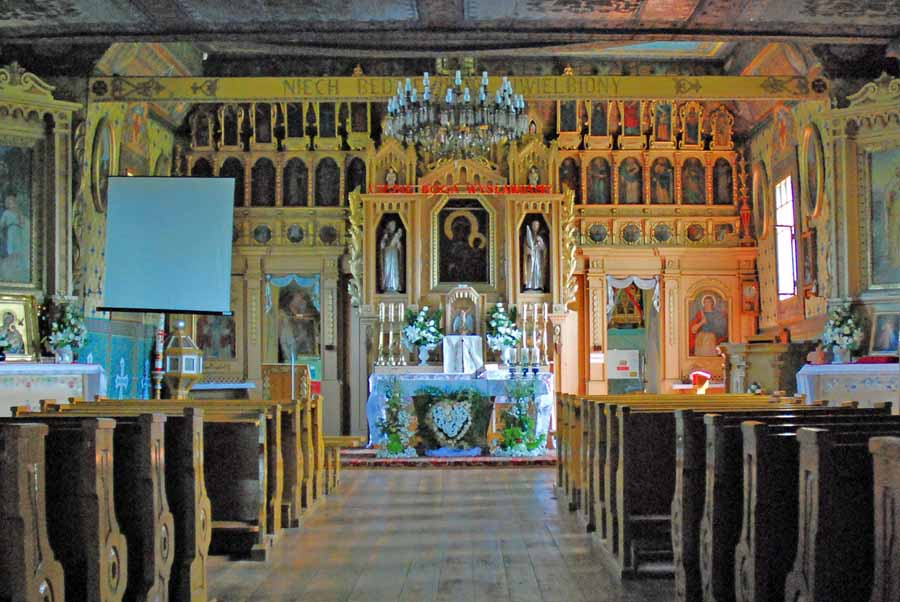
Wnętrze: ikonostas
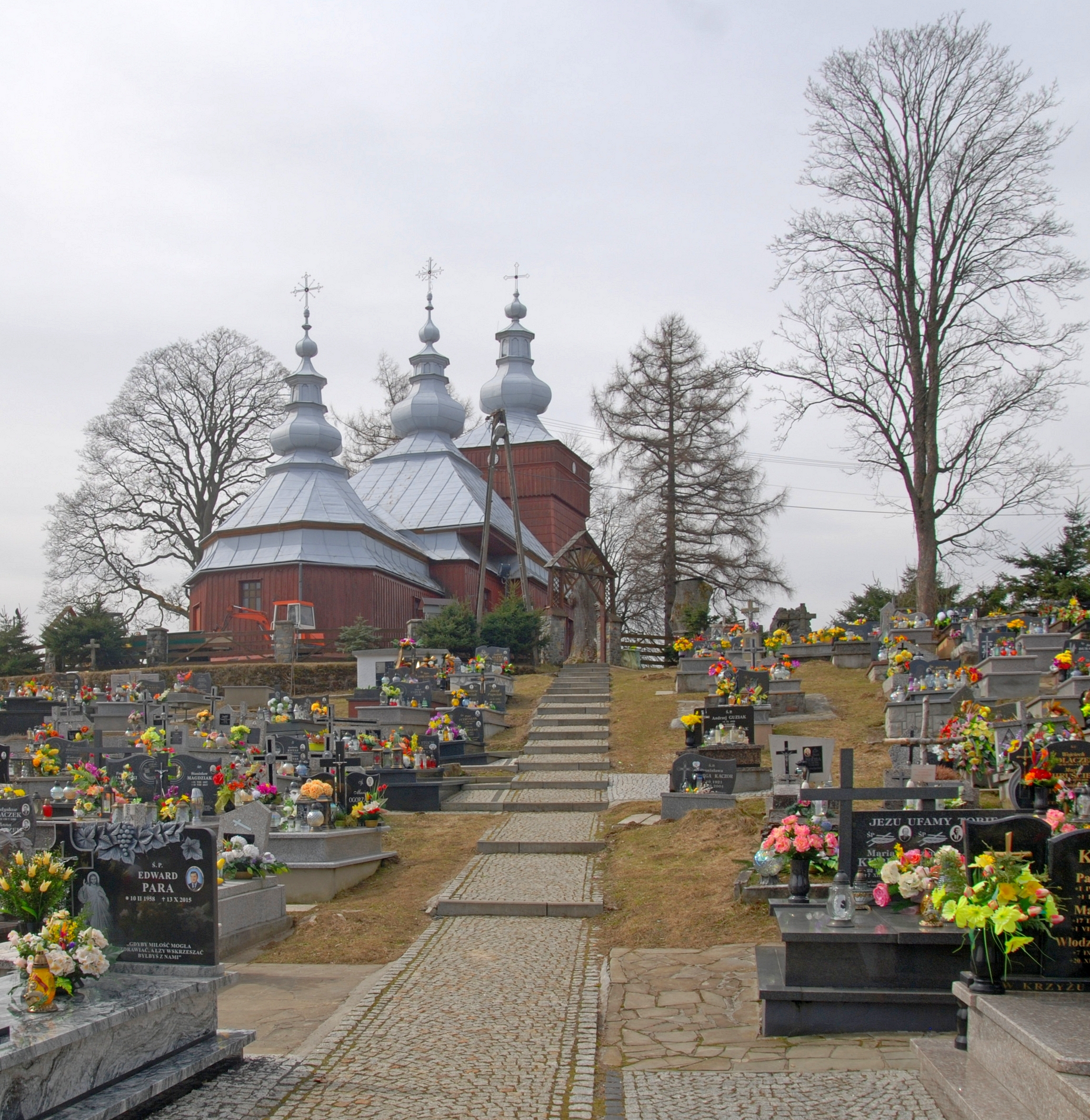
Widok od strony wschodniej

Wnętrze nakryte stropami płaskimi z fasetami. Na ścianach polichromia ornamentalna i figuralna przemalowana przez Czesława Lenczowskiego i Stanisława Kruczka w latach 1960–1964. Między prezbiterium a nawą kompletny ikonostas z XIX w., zawierający także starsze ikony. W środkowej części ikonostas został zasłonięty przez współczesny ołtarz, w duchu ludowego neogotyku, z obrazem Matki Bożej Częstochowskiej.
Wokół cerkwi drewniany płot oparty na murowanych, kamiennych słupkach. Od drogi asfaltowej wiedzie pod górę do cerkwi kilkudziesięciometrowa dróżka, ręcznie wyłożona kamiennymi płytami przez m.in. Wasyla Garberę i ogrodzona płotem. Na jej początku drewniana ozdobna brama z rzeźbą Chrystusa Frasobliwego w zwieńczeniu. Obok cerkwi czynny cmentarz grzebalny z zachowanymi nagrobkami kamiennymi dawnych mieszkańców.
Po wysiedleniu Łemków w ramach akcji Wisła, od 1947 r. cerkiew użytkowana jako kościół rzymskokatolicki pw. Matki Bożej Częstochowskiej, od 1951 r. parafialny.